# Залцведел
Залцведел (њем. Salzwedel) град је у њемачкој савезној држави Саксонија-Анхалт. Једно је од 40 општинских средишта округа Алтмарк Салцведел. Према процјени из 2010. у граду је живјело 24.775 становника. Посједује регионалну шифру (AGS) 15081455, NUTS (DEE04) и LOCODE (DE SZW) код.

## Географски и демографски подаци
Залцведел се налази у савезној држави Саксонија-Анхалт у округу Алтмарк Салцведел. Град се налази на надморској висини од 19 метара. Површина општине износи 286,5 km². У самом граду је, према процјени из 2010. године, живјело 24.775 становника. Просјечна густина становништва износи 86 становника/km².

## Међународна сарадња
| Мјесто               | Држава               | Врста сарадње | Од    |
| -------------------- | -------------------- | ------------- | ----- |
| Сан Вито деи Нормани | Италија              | партнерство   | 1990. |
| Филиксстоу           | Уједињено Краљевство | партнерство   | 1994. |
| Извор                |                      |               |       |